# ユッカ・ユリプリ
ユッカ・ユリプリ（よりフィンランド語に近い表記ではユッカ・ユリプッリ、Jukka Petteri Ylipulli、1963年2月6日 - ）はフィンランド、ラッピ州ロバニエミ出身の元ノルディック複合選手。元スキージャンプ選手のトゥオモ・ユリプリ、ライモ・ユリプリは実弟である。

## プロフィール
1984年のサラエボオリンピックで同僚のユーコ・カルヤライネンに続いて銅メダルを獲得、地元ロバニエミで開催された世界選手権団体でも銀メダルを獲得した。
翌1985年の世界選手権（オーストリア、ゼーフェルト）では団体銅メダルを獲得した。
1988年カルガリーオリンピックでは個人16位、団体7位だった。